# Solon Spencer Beman

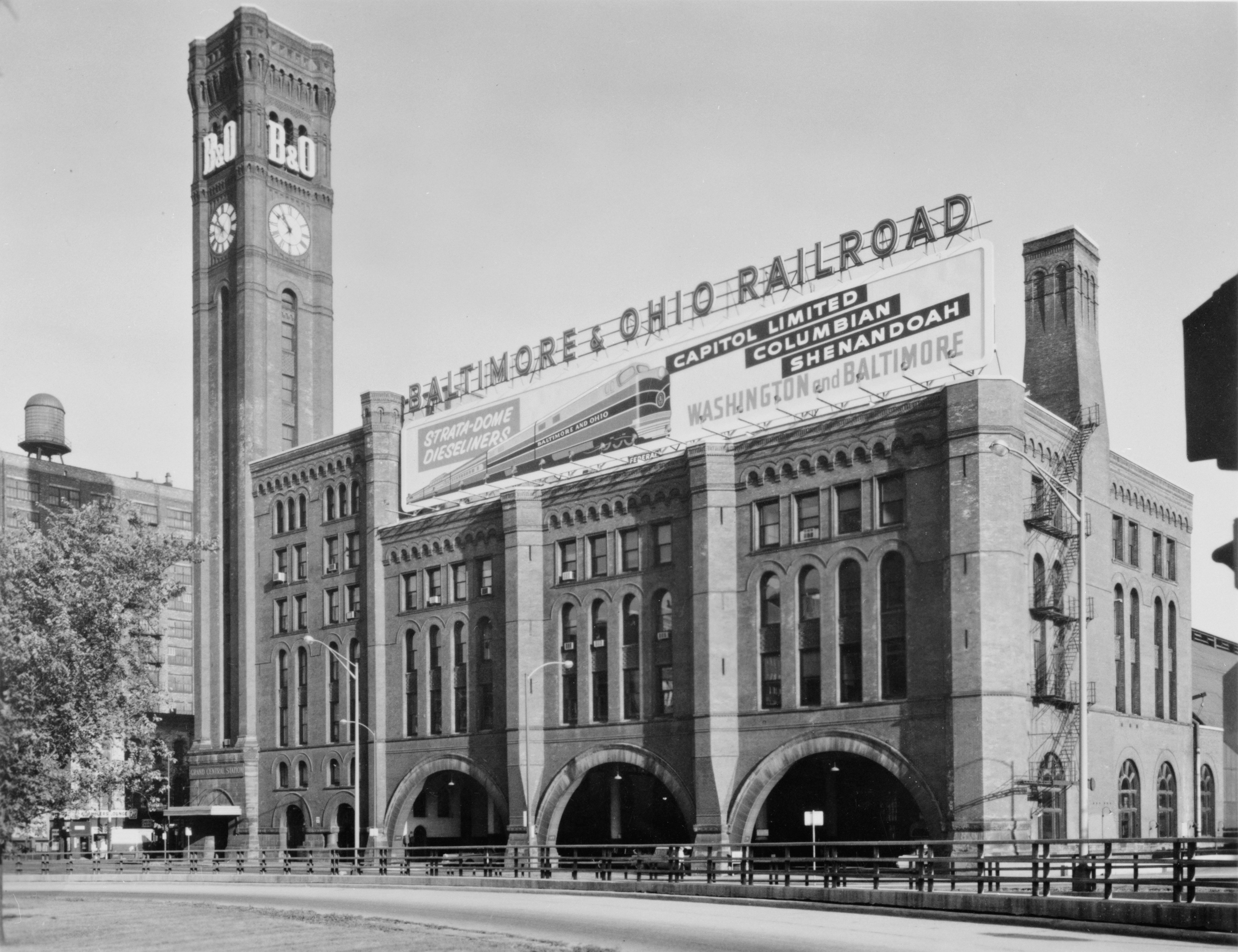
Gare de Grand Central

Solon Spencer Beman (1er octobre 1853 à Brooklyn (New York) - 23 avril 1914 à Chicago) est un architecte américain, connu en particulier pour sa planification urbaine des quartiers industriels de Chicago et des réalisations comme le Pullman Office Building (ainsi que les bâtiments résidentiels au sein du Pullman National Historical Park), le Pabst Building, le Fine Arts Building et la gare de Grand Central à Chicago.